# Moja i twoja nadzieja
Moja i twoja nadzieja – utwór muzyczny  z 1993 roku, wykonywany przez polski rockowy zespół muzyczny Hey z gościnnym udziałem polskiej piosenkarki Edyty Bartosiewicz. Pochodzi z debiutanckiego albumu studyjnego Hey, Fire (1993). W 1993 został wydany na drugim promującym go singlu. Skomponowany przez Piotra Banacha do tekstu Katarzyny Nosowskiej, powstał na potrzeby finału pierwszej edycji Wielkiej Orkiestry Świątecznej Pomocy.
W 1997 Hey nagrał utwór ponownie z udziałem innych polskich artystów. Nowa wersja, „Moja i twoja nadzieja ’97”, została wydana na charytatywnym singlu, z którego dochód został przekazany ofiarom powodzi tysiąclecia. W 2024 powstało kolejne nagranie z udziałem polskich artystów, w tym Nosowskiej i Bartosiewicz, dedykowane ofiarom powodzi w Europie Środkowej.
Piosenka, zarówno w wersji oryginalnej, jak i z 1997 roku, dotarła do pierwszego miejsca Listy przebojów programu Trzeciego. Po latach znalazła się w zestawieniach najważniejszych polskich utworów.

## Historia
W listopadzie 1992 członkowie Hey podpisali kontrakt z wytwórnią Izabelin Studio i rozpoczęli pracę nad debiutanckim albumem, Fire, produkowanym przez Andrzeja Puczyńskiego. Zespół otrzymał propozycję nagrania piosenki na rzecz finału pierwszej edycji Wielkiej Orkiestry Świątecznej Pomocy (WOŚP), tematycznie nawiązującej do przesłania akcji. „Moja i twoja nadzieja” została skomponowana przez gitarzystę grupy, Piotra Banacha, który pierwotnie napisał też do niej słowa, jednak nie był z nich zadowolony. Ostatecznie został wykorzystany tekst autorstwa wokalistki, Katarzyny Nosowskiej. Z inicjatywy przedstawicieli Izabelinu w utworze zaśpiewała gościnnie związana z wytwórnią Edyta Bartosiewicz. 3 stycznia 1993 odbył się koncert z okazji finału WOŚP w Hali Arena w Poznaniu, zakończony wspólnym wykonaniem „Mojej i twojej nadziei” przez wszystkich artystów, w tym Hey i Bartosiewicz. Piosenka została wydana jako drugi singel zwiastujący Fire. 15 stycznia 1993 pojawiła się po raz pierwszy na Liście przebojów Programu Trzeciego, gdzie pięć tygodni później dotarła do miejsca pierwszego, które zajmowała łącznie dwa tygodnie.
Na albumie Fire znalazła się także druga, akustyczna wersja „Mojej i twojej nadziei”, w której obok Hey wystąpił Andrzej Kraiński, wokalista Kobranocki. Kraiński usłyszał jej nagrywanie i poprosił o możliwość zaśpiewania gościnnie. Nagrał swoje partie wraz z Puczyńskim, podczas gdy członkowie Hey byli w trasie. Gdy wrócili do Izabelina, poparli pomysł włączenia go do nagrania.
25 czerwca 1993 Hey wystąpił podczas zorganizowanego w ramach programu telewizyjnego Luz koncertu Wojna z trzema schodami, gdzie spontanicznie podczas „Mojej i twojej nadziei” zaśpiewał gościnnie Ryszard Riedel.
W 2017 „Moja i twoja nadzieja” była jednym z utworów, które Hey nagrał na nowo na potrzeby kompilacji CDN, wydanej przez Kayax w ramach uczczenia 25-lecia grupy. Nagranie wyprodukował Marcin Bors.

## Nagrania charytatywne

### „Moja i twoja nadzieja ’97”
W lipcu 1997 w południowo-zachodniej części Polski miała miejsce tak zwana powódź tysiąclecia. Z inicjatywy Andrzeja Puczyńskiego została nagrana nowa wersja „Mojej i twojej nadziei”, dedykowana ofiarom powodzi. Oprócz Hey wystąpił w niej szereg artystów: Edyta Bartosiewicz, Renata Dąbkowska, Patrycja Kosiarkiewicz, Natalia Kukulska, Grzegorz Markowski, Czesław Niemen, Joanna Prykowska, Maryla Rodowicz i Anna Świątczak. Nagranie odbyło się 12 lipca 1997 w Izabelin Studio. Nie wziął w nim udziału gitarzysta Hey, Piotr Banach, który przebywał poza Warszawą i nie mógł dojechać. Skład artystów był ustalany do momentu nagrania, w szczególności Markowski i Niemen zaśpiewali spontanicznie, bo akurat przebywali w Izabelin Studio. Banach i Nosowska zrzekli się tantiem z publicznego odtwarzania piosenki.
Utwór został wydany na charytatywnym singlu. Znalazła się na nim dodatkowo wersja oryginalna i wersja akustyczna z 1993 roku, cover w wykonaniu Anny Marii Jopek i wersja instrumentalna. Singel, wydany nakładem PolyGram Polska, początkowo był dystrybuowany przez wolontariuszy, a później trafił do sklepów. Dochód ze sprzedaży został przekazany na zorganizowany przez Telewizję Polską fundusz Telewidzowie-Powodzianom.
Wydany został ponadto teledysk, ukazujący artystów podczas nagrań w studiu oraz ujęcia scen związanych z powodzią. 19 lipca 1997 przed gmachem Telewizji Polskiej w Warszawie odbył się charytatywny, emitowany przez TVP koncert z udziałem ponad 30 wykonawców, podczas którego zbierano pieniądze dla ofiar powodzi poprzez system audiotele. Na jego zakończenie wszyscy artyści wykonali wspólnie „Moją i twoją nadzieję ’97”.
Piosenka, podobnie jak wersja oryginalna, dotarła do pierwszego miejsca Listy przebojów Programu Trzeciego, które zajmowała tylko w drugim tygodniu po debiucie.
W 2022 teledysk został wykorzystany w ostatnim odcinku miniserialu Wielka woda serwisu strumieniowego Netflix, przedstawiającego historię powodzi tysiąclecia.
Lista utworów na singlu
1. „Moja i twoja nadzieja ’97” (4:56)
2. „Moja i twoja nadzieja” (wersja Anny Marii Jopek) (4:36)
3. „Moja i twoja nadzieja” (wersja oryginalna z Edytą Bartosiewicz) (4:47)
4. „Moja i twoja nadzieja” (wersja akustyczna z Andrzejem Kraińskim) (3:07)
5. „Moja i twoja nadzieja ’97” (wersja instrumentalna) (5:05)

### Wersja z 2024
W 2024 Telewizja Polska (TVP) zainicjowała stworzenie nowej wersji utworu, dedykowanej ofiarom powodzi w Europie Środkowej, która również dotknęła tereny południowo-zachodniej Polski. Nagranie powstało w ramach kampanii #RazemDlaWas, organizowanej przez Fundację TVP we współpracy z Polskim Radiem i Polską Press. Wszyscy artyści i ekipa produkcyjna zrezygnowali z wynagrodzeń. W nagraniu została wykorzystana ścieżka instrumentalna nagrana przez zespół Hey na album CDN z 2017.
Nagranie utworu i teledysku odbyło się 21 września 2024 w Muzycznym Studio Polskiego Radia im. Agnieszki Osieckiej w Warszawie. Wzięły w nim udział wykonawczynie oryginalnej wersji, Katarzyna Nosowska i Edyta Bartosiewicz, a także: Kamil Bednarek, Tomson i Baron, Mela Koteluk, Natalia Szroeder, Natalia Przybysz, DIMoN, Sebastian Karpiel-Bułecka, Błażej Król, Tomasz Makowiecki, Anna Wyszkoni, Patrycja Markowska, Tomasz Organek, Bovska, Bela Komoszyńska, Kayah, Roman Osica, Natalia Kukulska, Andrzej Piaseczny, Małgorzata Ostrowska, Natalia Niemen, Kasia Kowalska, Zbigniew Hołdys, Arek Kłusowski, Kathia, Oskar Cyms, Wiktor Dyduła, Meek, Oh Why?, Zalia, Dawid Tyszkowski, Rubens, Barbara Wrońska i Piotr Zioła. Teledysk wyreżyserował Armin Kurasz.
Premiera utworu i teledysku odbyła się 26 września 2024 w programie informacyjnym TVP1, 19.30. Niedługo później piosenka została wyemitowana przez czołowe polskie stacje radiowe: kanały Polskiego Radia, RMF FM, Radio Zet, Radio Eska i Eska2, a teledysk został zamieszczony na kanale TVP w serwisie YouTube. Cały dochód z reklam przy materiale jest przekazywany Fundacji TVP w celu niesienia pomocy ofiarom powodzi.

## Covery
W 1997 Anna Maria Jopek nagrała jazzowy cover utworu, który został wydany na singlu „Moja i twoja nadzieja ’97”. W 1998 znalazł się on również na jej albumie Szeptem.
8 czerwca 2014 Monika Kuszyńska wykonała utwór podczas koncertu 25 lat! Wolność – kocham i rozumiem na LI Krajowym Festiwalu Piosenki Polskiej w Opolu.
2 kwietnia 2021 Viki Gabor zaśpiewała piosenkę na koncercie Pasja 2021, zorganizowanym w Lublinie i emitowanym przez Telewizję Polską.
W 2024 utwór został nagrany przez kontratenora Jakuba Józefa Orlińskiego. Pianistą i aranżerem coveru jest Aleksander Dębicz. Utwór znalazł się na albumie #LetsBaRock, wydanym 27 września 2024. Dębicz skomentował włączenie piosenki na album jako „ukłon w stronę bogatej tradycji polskiego rocka”.

## Dziedzictwo
Bartosz Sąder z Onet.pl nazwał utwór jednym z najważniejszych w historii polskiej muzyki. W 2009 Filip Łobodziński i Robert Ziębiński wymienili go w przygotowanym dla „Newsweeka” zestawieniu 12 piosenek, które zmieniły Polskę. Skomentowali go: „Ballada polskiego pokolenia X? Być może, ale na pewno utwór, który wypromował Katarzynę Nosowską na wielką gwiazdę młodego polskiego rocka i zagwarantował jej status najlepszej polskiej tekściarki”. W 2012 wygrał on głosowanie internautów na największy polski przebój lat 90., zorganizowane przez portal Interia, a w 2018 znalazł się w zestawieniu 100 najważniejszych polskich piosenek, przygotowanym przez Polskie Radio z okazji stulecia odzyskania przez Polskę niepodległości.

## Pozycje na listach przebojów
| Notowanie                          | Najwyższa pozycja | Źr.   |
| ---------------------------------- | ----------------- | ----- |
| Lista przebojów Programu Trzeciego | 1                 | [ 6 ] |

| Notowanie                          | Najwyższa pozycja | Źr.    |
| ---------------------------------- | ----------------- | ------ |
| 30 ton – lista, lista przebojów    | 3                 | [ 26 ] |
| Lista przebojów Programu Trzeciego | 1                 | [ 13 ] |
| Szczecińska Lista Przebojów        | 8                 | [ 27 ] |

| Notowanie                         | Najwyższa pozycja | Źr.    |
| --------------------------------- | ----------------- | ------ |
| OLiA – oficjalna lista airplay    | 68                | [ 28 ] |
| Lista Piosenek Radia 357          | 2                 | [ 29 ] |
| Pierwsza Trójka – Lista Przebojów | 7                 | [ 30 ] |

## Personel
| „Moja i twoja nadzieja” - Edyta Bartosiewicz – śpiew - Piotr Banach – gitara - Jacek Chrzanowski – gitara basowa - Robert Ligiewicz – perkusja - Katarzyna Nosowska – śpiew - Marcin Żabiełowicz – gitara - Andrzej Puczyński – realizacja nagrań Nagranie odbyło się w Izabelin Studio. „Moja i twoja nadzieja ’97” - Edyta Bartosiewicz – śpiew - Stanisław Bokowy – realizacja nagrań - Jacek Chrzanowski – gitara basowa - Renata Dąbkowska – śpiew - Andrzej Karp – realizacja nagrań - Patrycja Kosiarkiewicz – śpiew - Natalia Kukulska – śpiew - Robert Ligiewicz – perkusja - Grzegorz Markowski – śpiew - Artur Moniuszko – mastering - Katarzyna Nosowska – śpiew - Czesław Niemen – śpiew - Eleonora Niemen – śpiew - Joanna Prykowska – śpiew - Maryla Rodowicz – śpiew - Anna Świątczak – śpiew - Marcin Żabiełowicz – gitara Nagranie odbyło się 12 lipca 1997 w Izabelin Studio. „Moja i twoja nadzieja” – wersja Hey z 2017 - Marcin Bors – produkcja muzyczna, realizacja nagrań, miksowanie, mastering - Jacek Chrzanowski – gitara basowa - Paweł Kałwak – asysta - Paweł Krawczyk – gitara - Robert Ligiewicz – perkusja - Marcin Macuk – instrumenty klawiszowe - Katarzyna Nosowska – śpiew - Szymon Orchowski – realizacja nagrań, asysta - Marcin Żabiełowicz – gitara Nagranie odbyło się w Studio Custom (instrumenty) i Jazzda Music (wokal). | „Moja i twoja nadzieja” – wersja z 2024 - Edyta Bartosiewicz – śpiew - Kamil Bednarek – śpiew - Marcin Bors – produkcja muzyczna, realizacja nagrań - Bovska – śpiew - Jacek Chrzanowski – gitara basowa - Oskar Cyms – śpiew - Wiktor Dyduła – śpiew - Zbigniew Hołdys – śpiew - Michał „DIMoN” Jastrzębski – śpiew - Sebastian Karpiel-Bułecka – śpiew - Kathia – śpiew - Kayah – śpiew - Arek Kłusowski – śpiew - Bela Komoszyńska – śpiew - Paweł Krawczyk – gitara - Mela Koteluk – śpiew - Kasia Kowalska – śpiew - Błażej Król – śpiew - Natalia Kukulska – śpiew - Tomasz „Tomson” Lach – śpiew - Robert Ligiewicz – perkusja - Marcin Macuk – instrumenty klawiszowe - Tomasz Makowiecki – śpiew - Patrycja Markowska – śpiew - Meek, Oh Why? – śpiew - Aleksander „Baron” Milwiw-Baron – śpiew - Natalia Niemen – śpiew - Katarzyna Nosowska – śpiew - Tomasz Organek – śpiew - Roman Osica – śpiew - Małgorzata Ostrowska – śpiew - Andrzej Piaseczny – śpiew - Natalia Przybysz – śpiew - Rubens – śpiew - Rafał Smoleń – miksowanie, mastering - Natalia Szroeder – śpiew - Dawid Tyszkowski – śpiew - Barbara Wrońska – śpiew - Anna Wyszkoni – śpiew - Zalia – śpiew - Piotr Zioła – śpiew - Marcin Żabiełowicz – gitara Nagranie odbyło się 21 września 2024 w Muzycznym Studio Polskiego Radia im. Agnieszki Osieckiej. |